# Big Ben
Big Ben è il soprannome della campana più grande della torre dell'orologio St. Walter del palazzo di Westminster, a Londra. Per tradizione l'uso del nome si è esteso anche all'orologio e all'intera torre in stile neogotico, alta 96 metri, la cui edificazione, iniziò nel 1834 e si concluse nel 1858.
Conosciuta come Clock Tower (Torre dell'Orologio), il nome fu cambiato ufficialmente in Elizabeth Tower, in occasione del Giubileo di diamante di Elisabetta II del giugno 2012. Questa torre campanaria suona ogni quarto d'ora.
Dal 21 agosto 2017 la torre dell'orologio è stata chiusa al pubblico per dei lavori di manutenzione che si sono protratti fino al 13 novembre 2022. Fino ad allora le campane non hanno mai suonato, tranne in occasioni importanti e festività.

## Storia e origine del nome
Non si hanno notizie riguardo all'origine del nome Big Ben, ma esistono due teorie in merito. La prima sostiene che provenga dal nome di un membro della Camera dei Comuni e supervisore dei lavori per la ricostruzione del palazzo di Westminster. La seconda sostiene invece che il nome derivi da quello del campione dei pesi massimi di pugilato Benjamin Caunt, che combatté il suo ultimo incontro nel 1856. Si pensa che la campana dovesse originariamente esser chiamata "Royal Victoria" in onore della regina Vittoria prima.
Una prima versione della campana (del peso di 17 tonnellate) fu costruita dalla John Warner & Sons secondo le specifiche di Edmund Beckett Denison, che aveva progettato i meccanismi dell'orologio assieme a George Biddell Airy, il 6 agosto 1856. Ma la campana si fratturò irreparabilmente durante i test nel Palace Yard. Fu così che una nuova campana, alta 2,2 m, larga 2,91 m e del peso di 13,76 tonnellate, venne rifusa nel 1858 presso la Whitechapel Bell Foundry, riutilizzando il metallo della precedente. La campana emette una nota Mi con una pressione sonora di 118 dB. Il martello percussore pesa 200 kg. L'orologio principale è attorniato da 4 carillon che segnano i quarti d'ora con una melodia più acuta. L'orologio ha un meccanismo al pendolo sul quale è possibile intervenire per regolarne la precisione. Per questa operazione si usano vecchie monete da un penny, aggiungendo o togliendo le quali, si consente di perdere o guadagnare due quinti di secondo al giorno.
Il trasporto della campana lungo le poche miglia che separavano la fonderia da Westminster, avvenne con un carro trainato da 16 cavalli. Fu un grande evento celebrato da una vasta presenza di pubblico.
Le campane dell'orologio suonarono per la prima volta il 31 maggio 1859. Il Big Ben però si fratturò nel settembre dello stesso anno a causa dell'utilizzo di un martello troppo grosso. Dopo quattro anni venne riparata. Il danno è peraltro l'origine del suo timbro caratteristico.
Al momento dell'inaugurazione il Big Ben era la campana più grande delle isole britanniche e tale rimase fino all'inaugurazione nel 1881 della "Great Paul" (del peso di 17 tonnellate) ubicata nella Cattedrale di San Paolo.

## Musica della torre dell'orologio

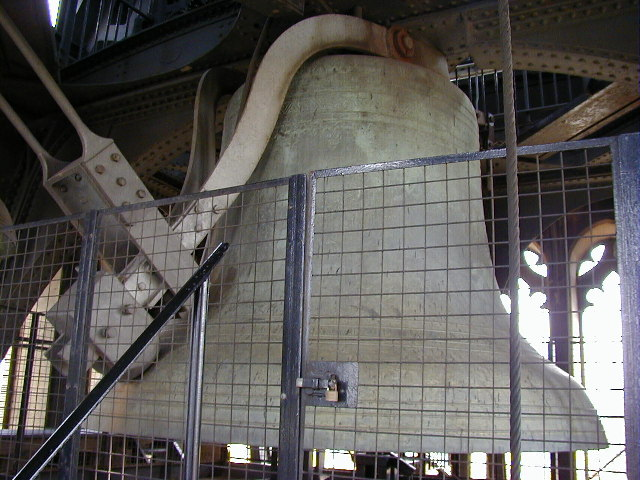
Big Ben

Le campane del Big Ben riproducono la melodia composta da William Crotch per la torre della chiesa Great St Mary's dell'Università di Cambridge. Il compositore inglese si è ispirato a una frase del Messiah di Händel relativa al Salmo 37 Versetti 23 e 24. Il motivo musicale viene eseguito ogni quarto d'ora ed è possibile udirlo nel raggio di oltre 2 km di distanza. Detta melodia è composta di sole quattro note scandite dalle quattro campane del carillon accordate con le seguenti tonalità: La3, Sol3, Fa3, Do3. I rintocchi delle ore sono invece scanditi dalla grande campana Big Ben in tonalità Mi2.

## Descrizione
La torre è stata progettata nel celebre stile neogotico di Pugin ed è alta 315 piedi (96 m). La parte inferiore di 200 piedi (61 m) della struttura della torre è costituita da mattoni con rivestimento in pietra calcarea Anston color sabbia. Il resto dell'altezza della torre è una guglia incorniciata di ghisa. La torre è fondata su una zattera quadrata di 50 piedi (15 m), realizzata in cemento spesso 10 piedi (3,0 m), a una profondità di 13 piedi (4,0 m) sotto il livello del suolo. I quattro quadranti di orologio si trovano a 180 piedi cubi (5,1 m³) di terreno. Il volume interno della torre è di 164 200 piedi cubi (4 650 m³).
Nonostante sia una delle attrazioni turistiche più famose al mondo, l'interno della torre non è aperto ai turisti stranieri, anche se i residenti del Regno Unito sono stati in grado di organizzare tour attraverso il loro membro del Parlamento prima degli attuali lavori di riparazione. Tuttavia, la torre non ha ascensori funzionanti, sebbene ne sia stato installato uno, quindi gli scortati hanno dovuto salire le 334 scale di calcare fino alla cima.
A causa dei cambiamenti nelle condizioni del terreno dalla costruzione, la torre si inclina leggermente a nord-ovest, di circa 200 millimetri (7,9 in) su 55 m di altezza, con un'inclinazione di circa 1⁄240. Ciò include un'inclinazione massima prevista di 22 mm a causa del traforo per l'estensione della Linea Jubilee. Si inclina di circa 500 millimetri (20 in) alla fine. Gli esperti ritengono che l'inclinazione della torre non sarà un problema per altri 5 000-10 000 anni. A causa degli effetti termici, oscilla ogni anno di alcuni millimetri verso est e ovest.

## Galleria d'immagini

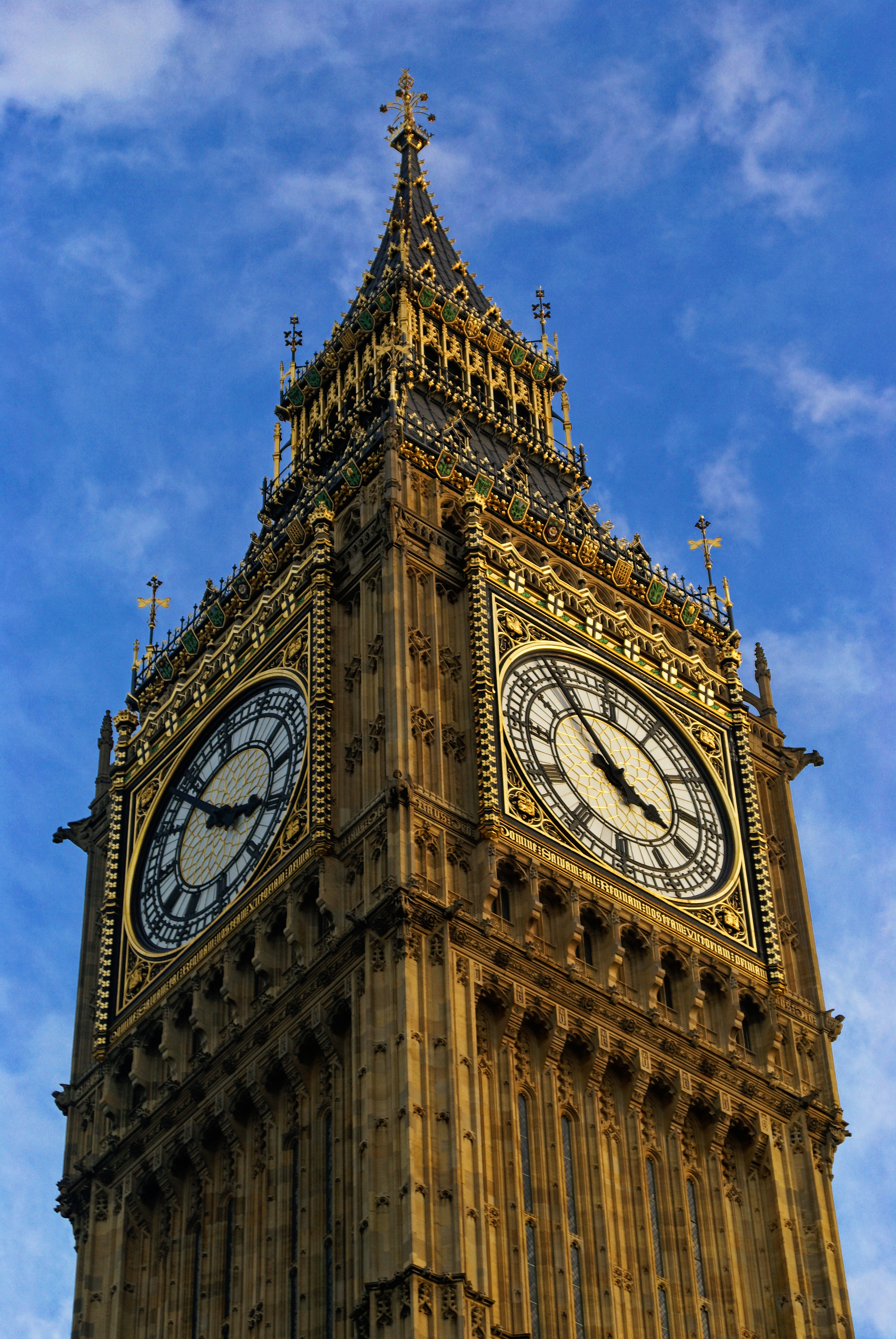
Big Ben prima del restauro
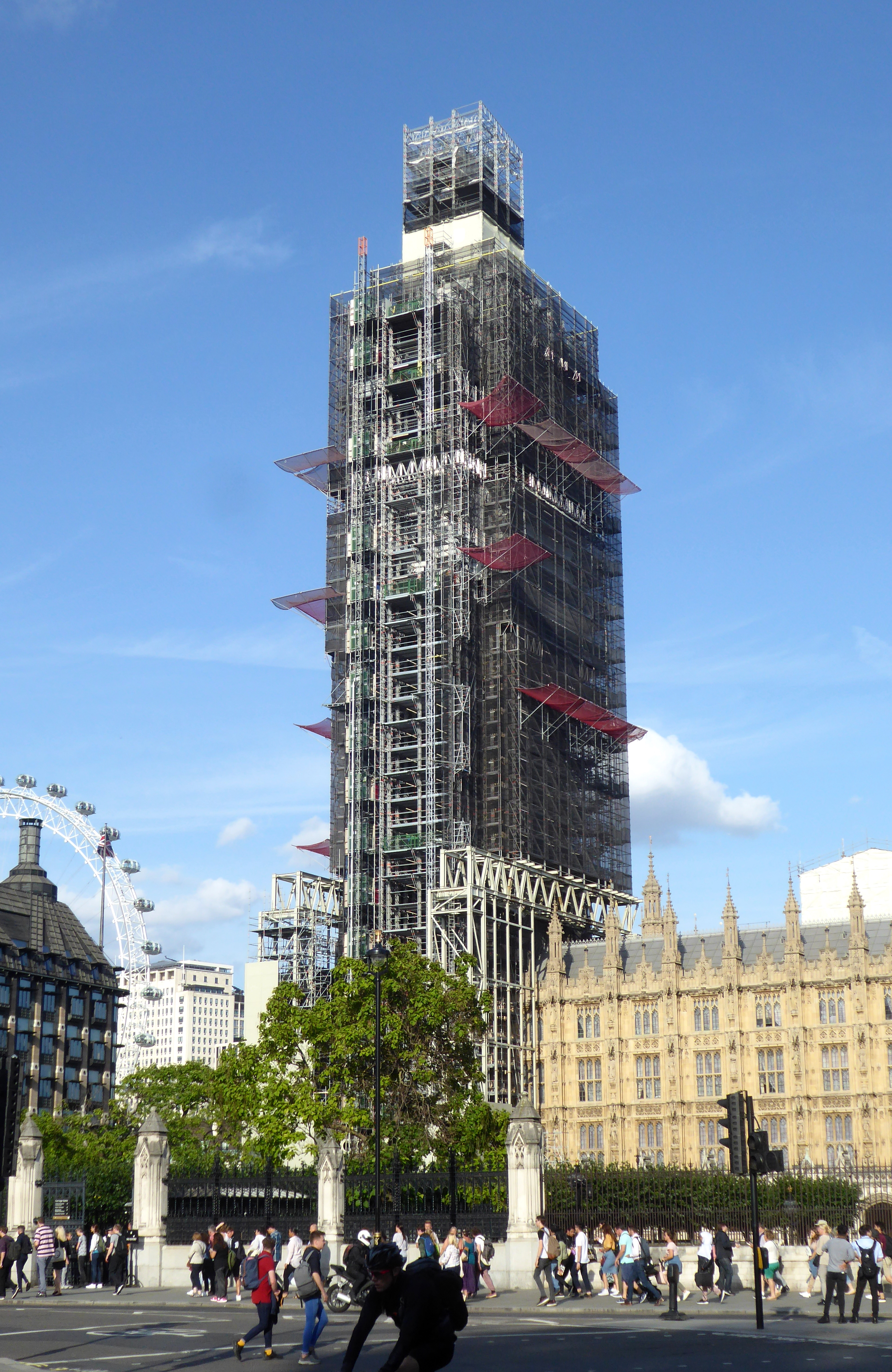
Il Big Ben coperto da impalcature durante la ristrutturazione
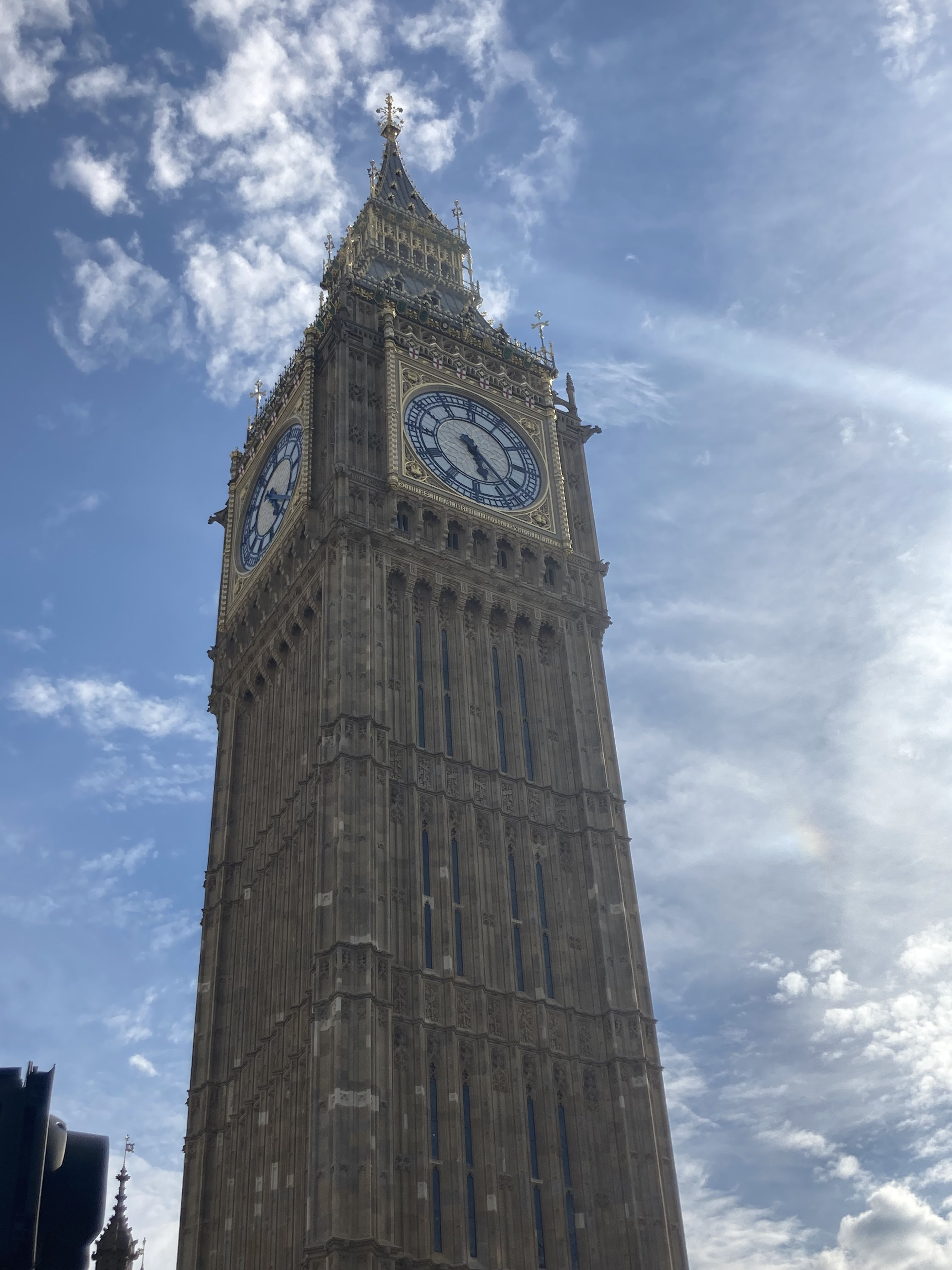
La torre dopo il restauro
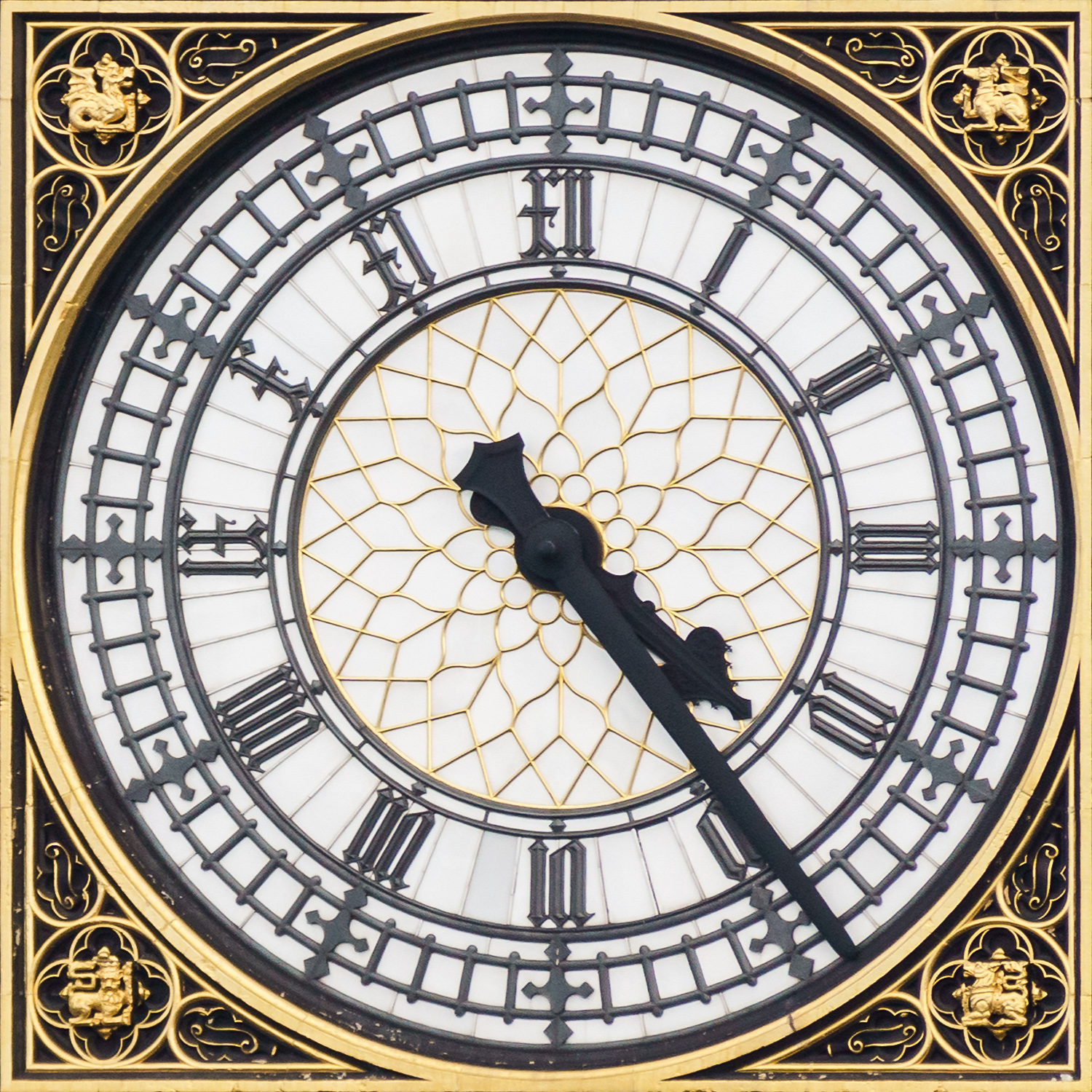
Una facciata dell'orologio
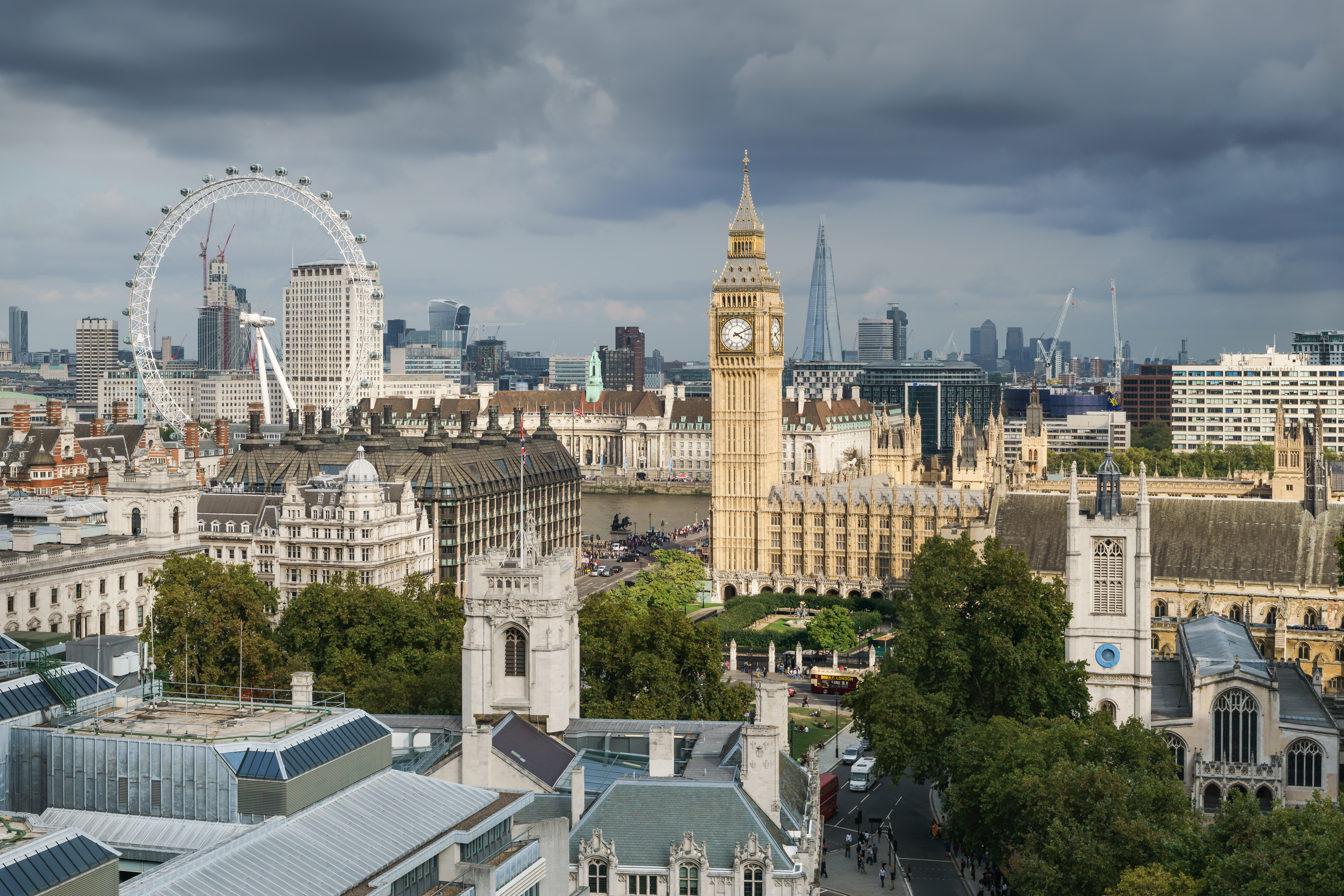
Skyline di Londra con il Big Ben
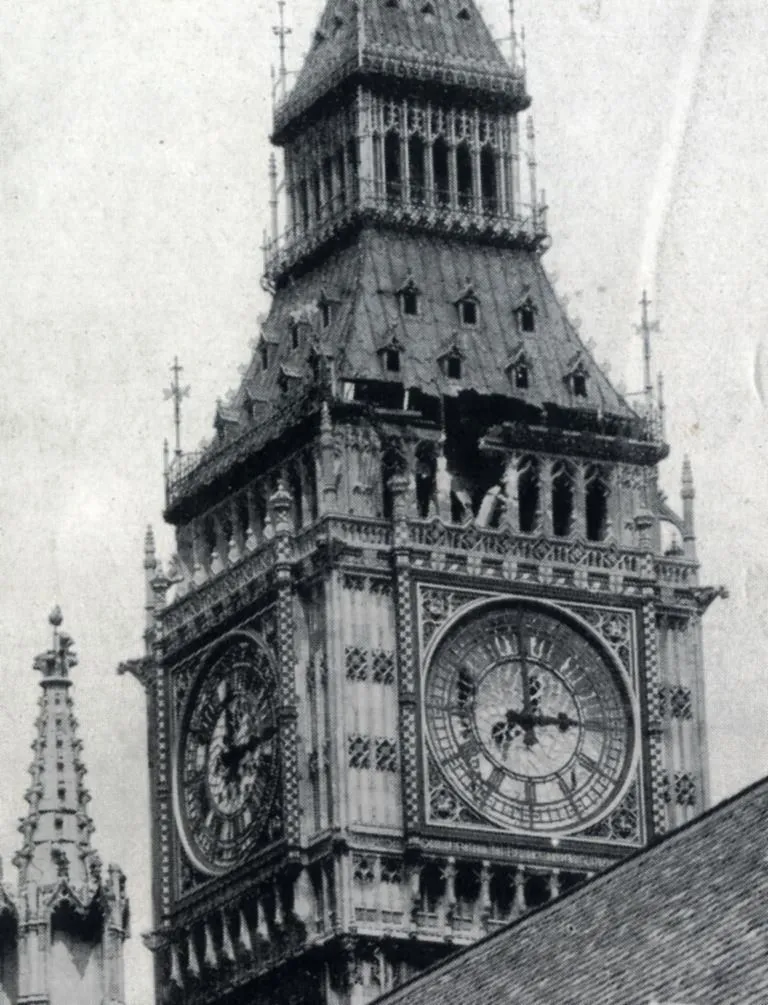
Il Big Ben durante "The Blitz"